# ルー・マーシュ賞
ノーザンスター賞（Northern Star Award）は、カナダの年間最優秀スポーツ選手に与えられる賞。旧称はルー・マーシュ賞（Lou Marsh Memorial Trophy）。トロフィーはカナダ・スポーツ殿堂に保管されている。
カナダの新聞『トロント・スター』紙で長年スポーツ部長を務めたルー・マーシュ（Lewis Edwin "Lou" Marsh）を記念し、その没後すぐの1936年に制定された。対象となるスポーツ選手はプロアマおよび男女を問わず、カナダのスポーツ・ジャーナリストたちで作る委員会によって決定、毎年12月に発表される。
第1回の受賞者は陸上競技のフィル・エドワーズ、最多受賞者はアイスホッケーのウェイン・グレツキー（4回）である。
2022年11月、ルー・マーシュが記者時代に使用した人種差別的な言葉が問題となり、賞の名称がルー・マーシュ賞からノーザンスター賞に変更されることが発表された。

## 受賞者一覧

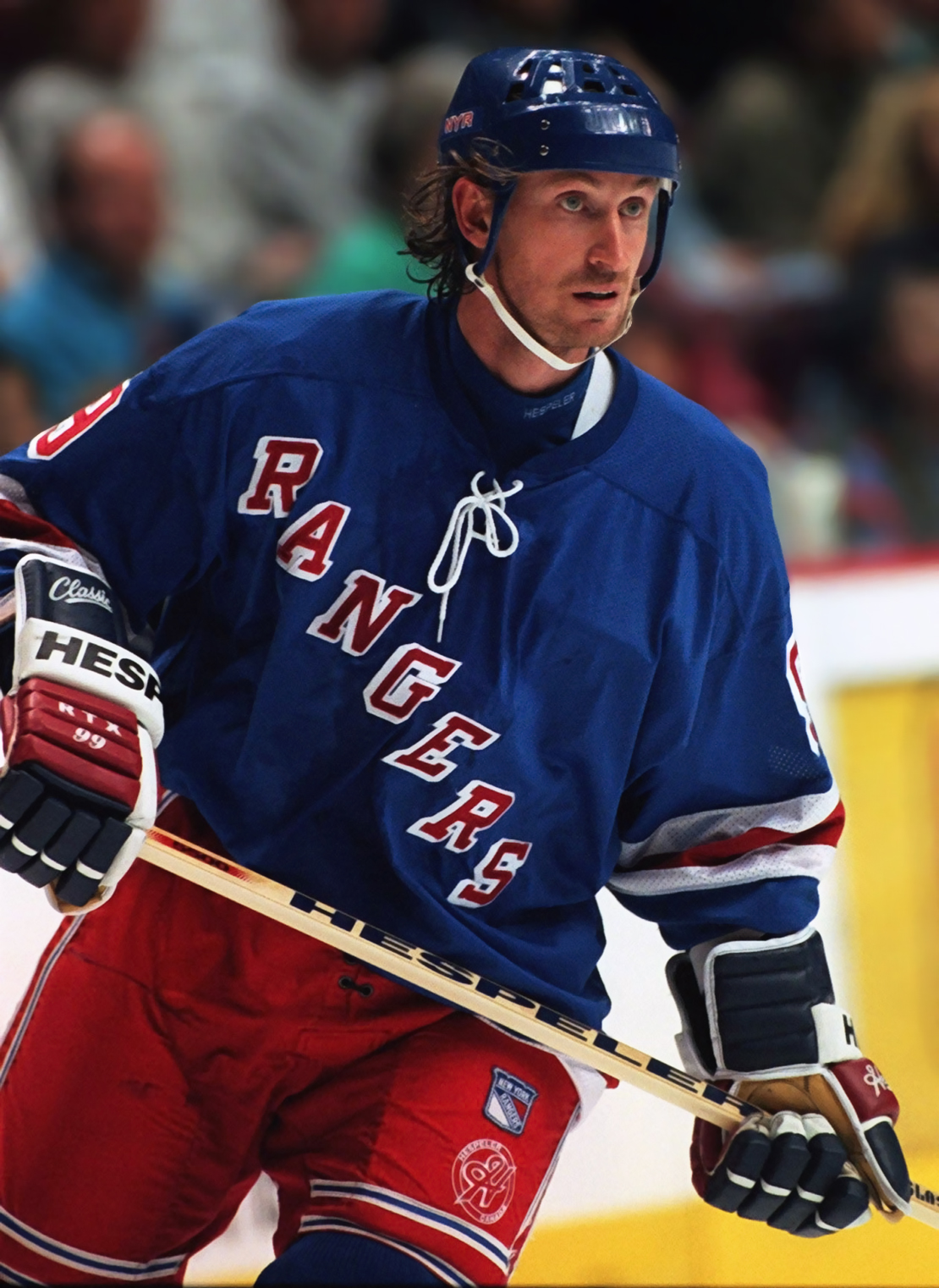
最多受賞者ウェイン・グレツキー

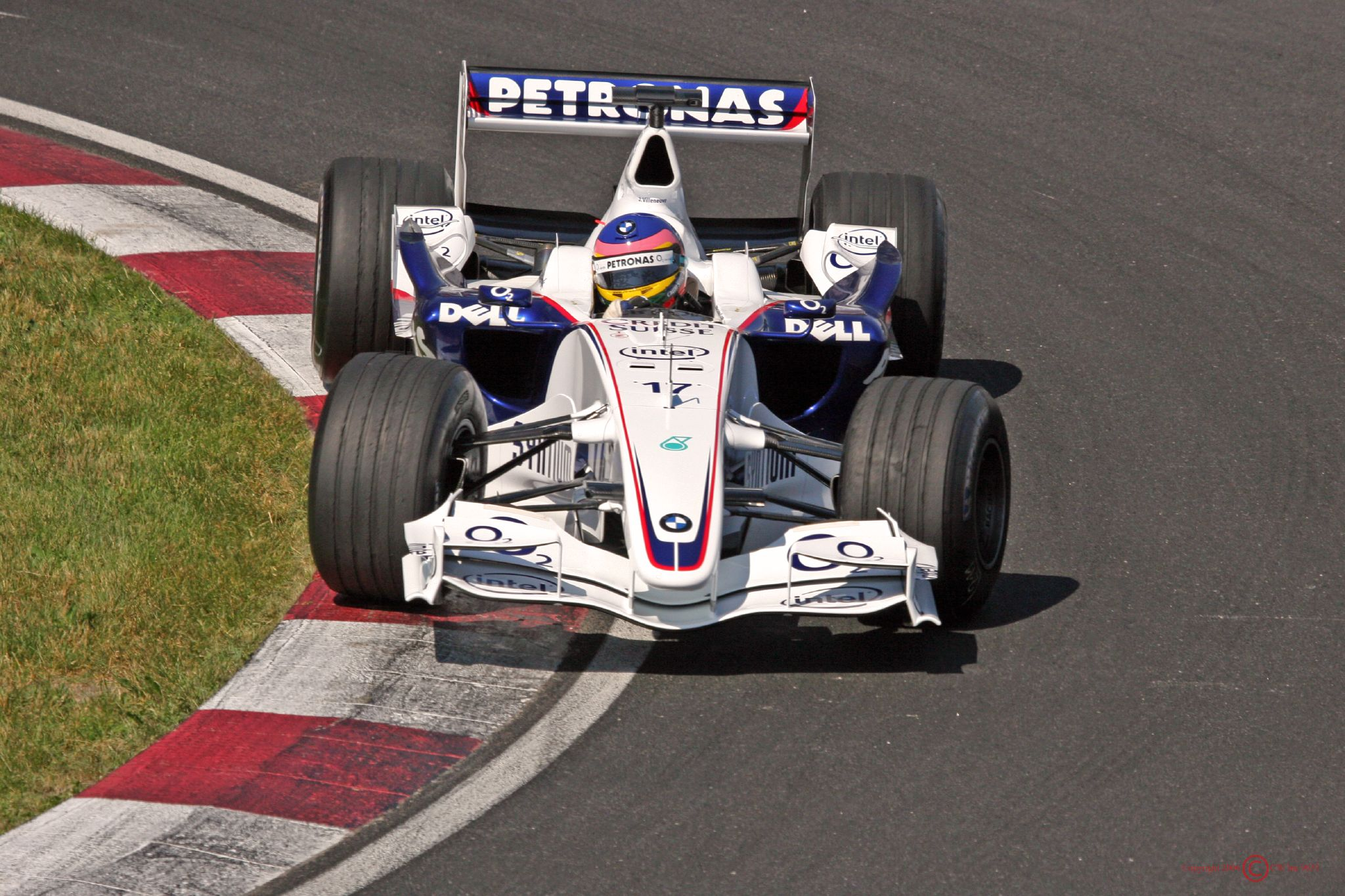
2度受賞ジャック・ヴィルヌーヴ

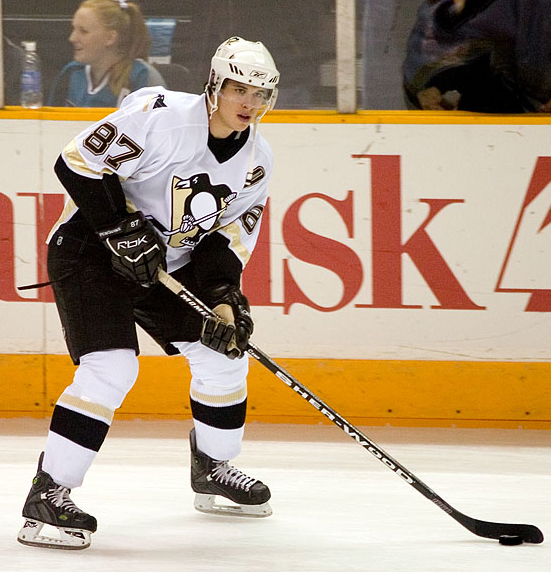
2度受賞シドニー・クロスビー

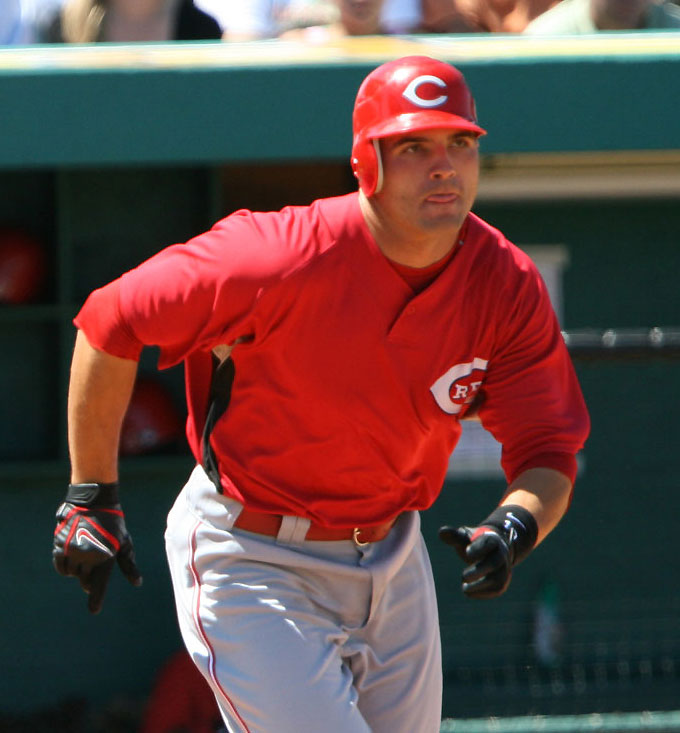
2度受賞ジョーイ・ボット

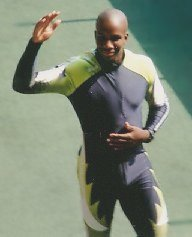
1996年受賞ドノバン・ベイリー

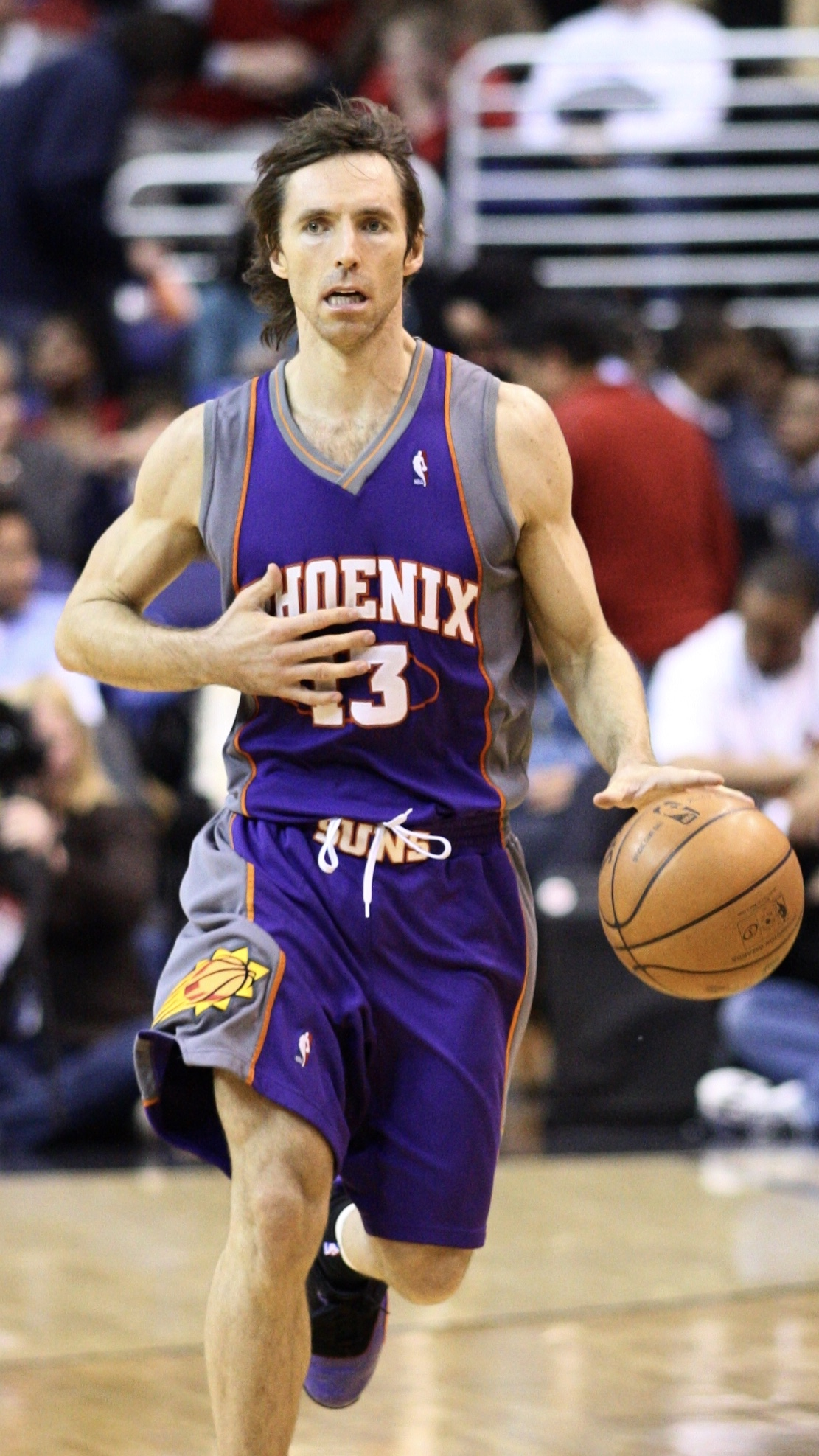
2005年受賞スティーブ・ナッシュ

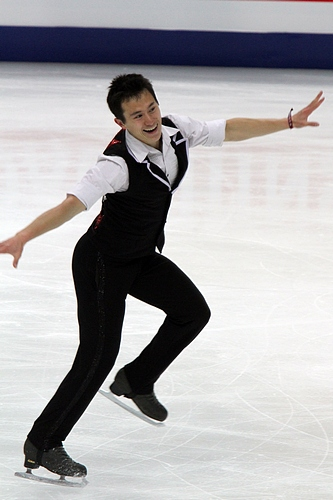
2011年受賞パトリック・チャン

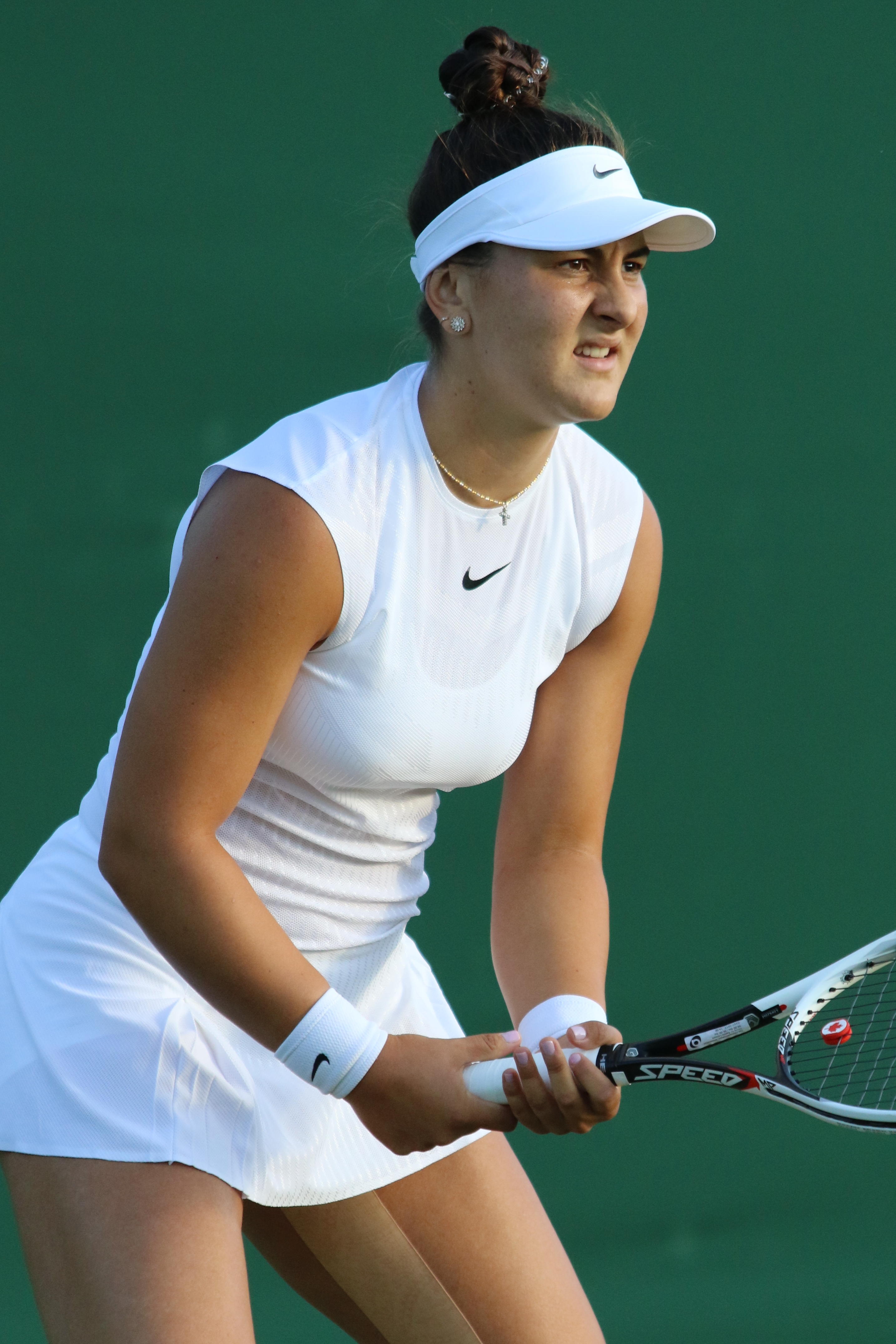
2019年受賞ビアンカ・アンドレースク

- 1936年 - フィル・エドワーズ（陸上競技）
- 1937年 - W・マーシャル・クレランド（馬術）
- 1938年 - ボブ・ピアス（漕艇）
- 1939年 - ボブ・ピリー（水泳）
- 1940年 - ジェラール・コテ（マラソン）
- 1941年 - テオ・デュボワ（漕艇）
- 1942年〜1944年 - 第二次世界大戦のため受賞者なし
- 1945年 - バーバラ・アン・スコット（フィギュアスケート）
- 1946年 - ジョー・クロル（カナディアンフットボール）
- 1947年 - バーバラ・アン・スコット（フィギュアスケート）※2回目
- 1948年 - バーバラ・アン・スコット（フィギュアスケート）※3回目
- 1949年 - クリフ・ラムスデン（水泳）
- 1950年 - ボブ・マクファーレン（カナディアンフットボール、陸上競技）
- 1951年 - マーリーン・ストライト（ゴルフ）
- 1952年 - ジョルジュ・ジュヌルー（射撃）
- 1953年 - ダグ・ヘップバーン（ウエイトリフティング）
- 1954年 - マリリン・ベル（水泳）
- 1955年 - ベス・ホイットル（水泳）
- 1956年 - マーリーン・ストライト（ゴルフ）※2回目
- 1957年 - モーリス・リシャール（アイスホッケー）
- 1958年 - ルシル・ホイーラー（スキー）
- 1959年 - バーバラ・ワグナー／ボブ・ポール（フィギュアスケート）
- 1960年 - アン・ヘグトヴェイト（スキー）
- 1961年 - ブルース・キッド（陸上競技）
- 1962年 - ドナルド・ジャクソン（フィギュアスケート）
- 1963年 - ビル・クロザース（陸上競技）
- 1964年 - ロジャー・ジャクソン／ジョージ・ハンガーフォード（漕艇）
- 1965年 - ペトラ・ブルカ（フィギュアスケート）
- 1966年 - エレーン・タナー（水泳）
- 1967年 - ナンシー・グリーン（スキー）
- 1968年 - ナンシー・グリーン（スキー）※2回目
- 1969年 - ラス・ジャクソン（カナディアンフットボール）
- 1970年 - ボビー・オア（アイスホッケー）
- 1971年 - エルヴェ・フィリオン（繋駕速歩競走）
- 1972年 - フィル・エスポジト（アイスホッケー）
- 1973年 - サンディ・ハウリー（競馬）
- 1974年 - ファーガソン・ジェンキンス（野球）
- 1975年 - ボビー・クラーク（アイスホッケー）
- 1976年 - サンディ・ハウリー（競馬）※2回目
- 1977年 - ギイ・ラフレール（アイスホッケー）
- 1978年 - グレアム・スミス（水泳）、ケン・リード（スキー）
- 1979年 - サンドラ・ポスト（ゴルフ）
- 1980年 - テリー・フォックス（マラソン）
- 1981年 - スーザン・ナットラス（射撃）
- 1982年 - ウェイン・グレツキー（アイスホッケー）
- 1983年 - リック・ハンセン（車いすレース）、ウェイン・グレツキー（アイスホッケー）※2回目
- 1984年 - ガエタン・ブシェール（スピードスケート）
- 1985年 - ウェイン・グレツキー（アイスホッケー）※3回目
- 1986年 - ベン・ジョンソン（陸上競技）
- 1987年 - ベン・ジョンソン（陸上競技）※2回目
- 1988年 - キャロライン・ウォルドー（シンクロナイズドスイミング）
- 1989年 - ウェイン・グレツキー（アイスホッケー）※4回目
- 1990年 - カート・ブラウニング（フィギュアスケート）
- 1991年 - シルケン・ローマン（漕艇）
- 1992年 - マーク・トゥークスバリー（水泳）
- 1993年 - マリオ・ルミュー（アイスホッケー）
- 1994年 - ミリアム・ベダール（バイアスロン）
- 1995年 - ジャック・ヴィルヌーヴ（モータースポーツ）
- 1996年 - ドノバン・ベイリー（陸上競技）
- 1997年 - ジャック・ヴィルヌーヴ（モータースポーツ）※2回目
- 1998年 - ラリー・ウォーカー（野球）
- 1999年 - カロリーヌ・ブルネ（カヤック）
- 2000年 - ダニエル・イガリ（レスリング）
- 2001年 - ジェイミー・サレー／デヴィッド・ペルティエ（フィギュアスケート）
- 2002年 - カトリオナ・ルメイ・ドーン（スピードスケート）
- 2003年 - マイク・ウェア（ゴルフ）
- 2004年 - アダム・ヴァン・コーヴァーデン（カヤック）
- 2005年 - スティーブ・ナッシュ（バスケットボール）
- 2006年 - シンディ・クラッセン（スピードスケート）
- 2007年 - シドニー・クロスビー（アイスホッケー）
- 2008年 - シャンタル・プチクレール（車いすレース）
- 2009年 - シドニー・クロスビー（アイスホッケー）※2回目
- 2010年 - ジョーイ・ボット（野球）
- 2011年 - パトリック・チャン（フィギュアスケート）
- 2012年 - クリスティン・シンクレア（サッカー）
- 2013年 - ジョン・コーニッシュ（カナディアンフットボール）
- 2014年 - ケーリー・ハンフリーズ（ボブスレー）
- 2015年 - キャリー・プライス（アイスホッケー）
- 2016年 - ペニー・オレクシアク（水泳）
- 2017年 - ジョーイ・ボット（野球）※2回目
- 2018年 - ミカエル・キングズベリー（フリースタイルスキー）
- 2019年 - ビアンカ・アンドレースク（テニス）
- 2020年 - アルフォンソ・デイヴィス（サッカー）、ローレント・デュバニーターディフ（アメリカンフットボール）
- 2021年 - ダミアン・ワーナー（陸上競技）
- 2022年 - マリー＝フィリップ・プーリン（アイスホッケー）